# Итинген
Итинген (њем. Uettingen) општина је у њемачкој савезној држави Баварска. Једно је од 52 општинска средишта округа Вирцбург. Према процјени из 2010. у општини је живјело 1.877 становника. Посједује регионалну шифру (AGS) 9679196.

## Географски и демографски подаци
Итинген се налази у савезној држави Баварска у округу Вирцбург. Општина се налази на надморској висини од 232 метра. Површина општине износи 13,5 km². У самом мјесту је, према процјени из 2010. године, живјело 1.877 становника. Просјечна густина становништва износи 139 становника/km².

## Међународна сарадња
| Мјесто | Држава    | Врста сарадње | Од    |
| ------ | --------- | ------------- | ----- |
|        | Француска | пријатељство  | 1977. |
| Извор  |           |               |       |